# Acanthophyllum grandiflorum
Acanthophyllum grandiflorum là loài thực vật có hoa thuộc họ Cẩm chướng. Loài này được Stocks mô tả khoa học đầu tiên năm 1852.